# Awita
Awita – imię żeńskie pochodzenia łacińskiego, pochodzące od łacińskiego słowa avitus i oznaczające "należąca do przodków". Patronem tego imienia jest m.in. św. Awit, biskup Wiednia.
Awita imieniny obchodzi 21 stycznia, 5 lutego i 17 czerwca.
Żeński odpowiednik imienia Awit.